# Trogolaphysa
Genre
Trogolaphysa est un genre de collemboles de la famille des Lepidocyrtidae.

## Liste des espèces
Selon Checklist of the Collembola of the World (version du 27 août 2019) :
- Trogolaphysa aelleni Yoshii, 1988
- Trogolaphysa balteata Soto-Adames, 2015
- Trogolaphysa beguei (Delamare Deboutteville, 1951)
- Trogolaphysa belizeana Palacios-Vargas & Thibaud, 1997
- Trogolaphysa berlandi (Denis, 1925)
- Trogolaphysa bessoni Thibaud & Najt, 1988
- Trogolaphysa caripensis (Gruia, 1987)
- Trogolaphysa carpenteri (Denis, 1925)
- Trogolaphysa clarencei Soto-Adames, 2015
- Trogolaphysa cotopaxiana Thibaud & Najt, 1988
- Trogolaphysa dimorphica Soto-Adames, 2015
- Trogolaphysa distinguenda (Denis, 1931)
- Trogolaphysa ecuatorica (Palacios-Vargas, Ojeda & Christiansen, 1985)
- Trogolaphysa entreriosensis Soto-Adames, 2015
- Trogolaphysa ernesti Cipola & Bellini, 2017
- Trogolaphysa formosensis da Silva & Bellini, 2015
- Trogolaphysa fuelleborni (Börner, 1903)
- Trogolaphysa geminata (Mari Mutt, 1987)
- Trogolaphysa ghesquierei (Marlier, 1945)
- Trogolaphysa giordanoae Soto-Adames & Taylor, 2013
- Trogolaphysa grassei (Delamare Deboutteville, 1952)
- Trogolaphysa guacharo Yoshii, 1988
- Trogolaphysa guayabambensis (Winter, 1963)
- Trogolaphysa haitica (Palacios-Vargas, Ojeda & Christiansen, 1985)
- Trogolaphysa hauseri Yoshii, 1988
- Trogolaphysa hirtipes (Handschin, 1924)
- Trogolaphysa hondurasensis (Palacios-Vargas, Ojeda & Christiansen, 1985)
- Trogolaphysa innominata (Denis, 1933)
- Trogolaphysa jacobyae Soto-Adames & Taylor, 2013
- Trogolaphysa jamaicana (Palacios-Vargas, Ojeda & Christiansen, 1985)
- Trogolaphysa jataca (Wray, 1953)
- Trogolaphysa judithnajtae Nguyen & Soto-Adames, 2018
- Trogolaphysa laterolineata Soto-Adames, 2015
- Trogolaphysa luquillensis (Mari Mutt, 1987)
- Trogolaphysa marielouiseae Soto-Adames, 2015
- Trogolaphysa marimutti (Palacios-Vargas, Ojeda & Christiansen, 1985)
- Trogolaphysa maya Mills, 1938
- Trogolaphysa millsi Arlé, 1939
- Trogolaphysa monomaculata (Barra, 1969)
- Trogolaphysa nacionalica (Palacios-Vargas, Ojeda & Christiansen, 1985)
- Trogolaphysa neoannulicornis (Winter, 1963)
- Trogolaphysa nigromaculata (Schött, 1903)
- Trogolaphysa ocellata Soto-Adames, 2015
- Trogolaphysa octosetosa Soto-Adames, 2015
- Trogolaphysa oztotlica (Ojeda & Palacios-Vargas, 1984)
- Trogolaphysa palaciosi Soto-Adames, 2015
- Trogolaphysa paracarpenteri Soto-Adames, 2015
- Trogolaphysa penicillata (Schött, 1926)
- Trogolaphysa quinquesetosa (Winter, 1963)
- Trogolaphysa quisqueyana Soto-Adames, Jordana & Baquero, 2014
- Trogolaphysa relicta (Palacios-Vargas, Ojeda & Christiansen, 1985)
- Trogolaphysa riopedrensis (Mari Mutt, 1987)
- Trogolaphysa sauroni Soto-Adames, Jordana & Baquero, 2014
- Trogolaphysa separata (Denis, 1933)
- Trogolaphysa sexsetosa (Winter, 1963)
- Trogolaphysa stannardi Soto-Adames, 2015
- Trogolaphysa strinatii Yoshii, 1988
- Trogolaphysa subterranea (Mari Mutt, 1987)
- Trogolaphysa tijucana (Arlé & Guimaraes, 1979)
- Trogolaphysa toroi (Palacios-Vargas, Ojeda & Christiansen, 1985)
- Trogolaphysa trioculata Soto-Adames, 2015
- Trogolaphysa trisetosa (Winter, 1963)
- Trogolaphysa variabilis (Palacios-Vargas, Ojeda & Christiansen, 1985)
- Trogolaphysa villiersi (Delamare Deboutteville, 1950)
- Trogolaphysa vivieni (Barra, 1969)
- Trogolaphysa wahlgreni (Mitra, 2002)
- Trogolaphysa xtolokensis (Palacios-Vargas, Ojeda & Christiansen, 1985)
- Trogolaphysa yoshiii (Palacios-Vargas, Ojeda & Christiansen, 1985)

## Publication originale
- Mills, 1938 : Collembola from Yucatan caves. Carnegie Institution Publication, no 491, p. 183-190.